# Chacchobén
Chacchobén (pronunciato "chak-CHO-ben", "ciàk-ciò-bén"; in lingua maya significa "luogo del mais rosso") è un sito archeologico della civiltà maya situato a circa 177 km a sud di Tulum e a 11 km di distanza dal villaggio da cui prende il nome.
Il periodo in cui i Maya iniziarono a stabilirsi nella zona è attestato intorno al 200 a.C., mentre le strutture sono state costruite intorno al 700 d.C.

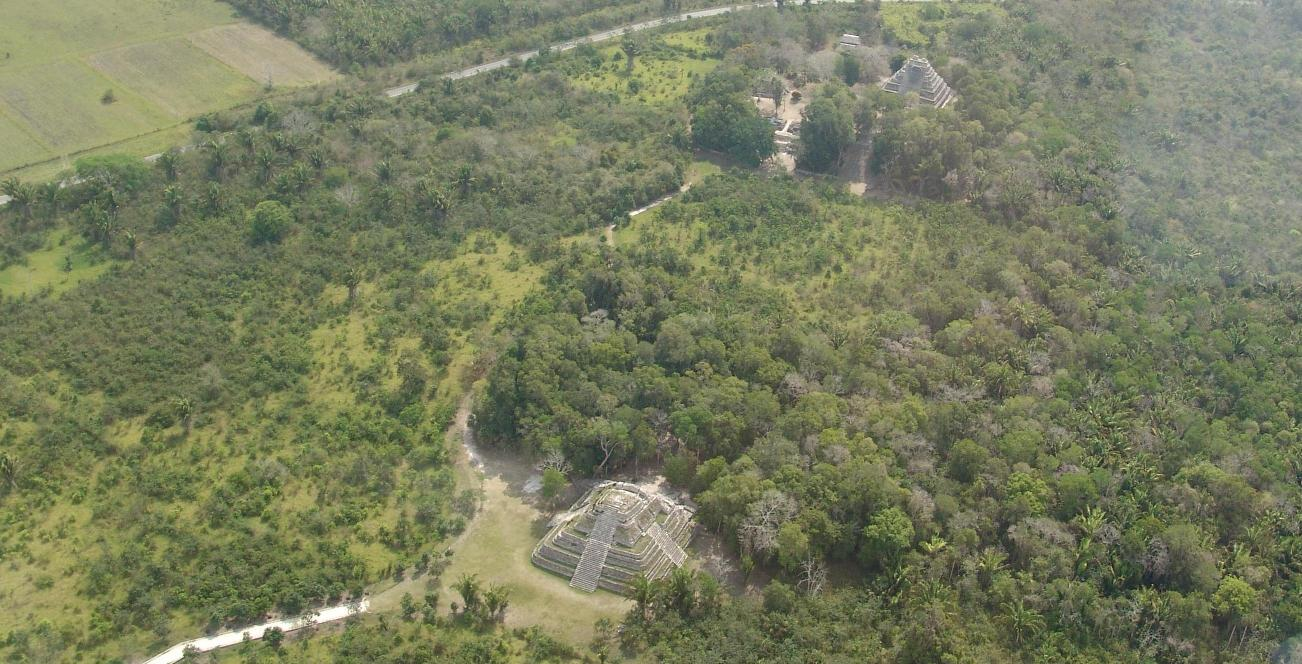
Il sito visto dall'alto

Negli anni '40 la famiglia Cohuo costrui una fattoria presso il sito, ma le rovine non vennero scoperte fino al giugno del 1972, quando il dottor Peter Harrison, archeologo statunitense, le segnalò al governo messicano. Harrison giunse al sito mentre stava viaggiando in elicottero nei cieli del Messico, e notò la presenza di numerose colline sparse in un terreno prevalentemente piatto, e intuì che sotto di esse si trovavano dei templi, coperti per oltre 2000 anni.
Nel 1994 l'Istituto di Antropologia e Storia del Messico (INAH) fece eseguire degli scavi nel sito, rimasto chiuso al pubblico fino al 2002.
Chacchobén è una delle rovine più popolari nel sud di Quintana Roo, e molti turisti giungono in questo luogo dal porto di Costa Maya.
I visitatori che giungono al sito possono camminare lungo un sentiero circolare che include tre piramidi e molti muri e scale. Ci sono ancora diversi scavi in corso presso vari monticelli. Alcune strutture presentano tracce di colore rosso, con il quale erano state pitturate in passato. Sulla base della piramide più grande si trova una stele che presenta delle iscrizioni geroglifiche Maya.